# Txernuixka (Perm)
|  | Per a altres significats, vegeu «Txernuixka». |

Txernuixka (en rus: Чернушка) és una ciutat del krai de Perm, a Rússia, que el 2019 tenia 32.952 habitants. Es troba a 167 km al sud de Perm.

## Història
Apareix la primera menció a Txernuixka com a població el 1859. El 1919 s'hi construí una estació ferroviària, i la població començà a créixer. Rebé l'estatus de vila urbana el 1945 i el de ciutat el 1966. Es troba a la línia ferroviària entre Kazan i Iekaterinburg.